# الفرداه
ال-فرداه یک منطقهٔ مسکونی در یمن است که در استان حضرموت واقع شده‌است.